# Săcuieu
Săcuieu [ˈsəkuieu] (deutsch Zekeldorf, ungarisch Székelyjó) ist eine Gemeinde im Kreis Cluj in der Region Siebenbürgen in Rumänien.
Der Ort Săcuieu ist auch unter den rumänischen Bezeichnungen Săcueu, Secuieu und Secuiu bekannt.

## Geographische Lage

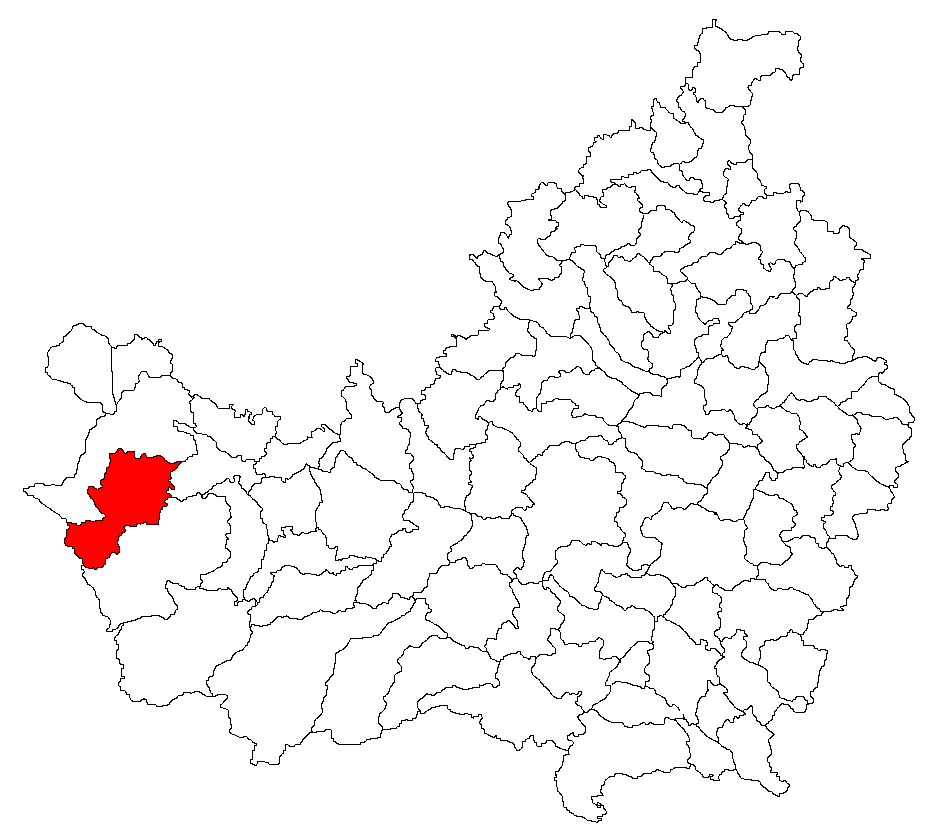
Lage der Gemeinde Săcuieu im Kreis Cluj

Die Gemeinde Săcuieu liegt im Nordosten des Vlădeasa-Gebirges (Munții Vlădeasa) – ein Gebirgszug des Apuseni-Gebirges (Munții Apuseni) – im Westen des Kreises Cluj. Die drei Dörfer und Weiler der Gemeinde, von denen Rogojel (ungarisch Havasrogoz) bei 1029 m das höchstgelegene der Gemeinde ist, liegen auf einer Gesamtfläche von fast 13.000 Hektar. Am gleichnamigen Bach (oder auch Râul Hențu genannt) – ein linker Nebenfluss des Crișul Repede (Schnelle Kreisch) – und der Kreisstraße (Drum județean) DJ 103H befindet sich der Ort Săcuieu 14 Kilometer südwestlich von der Kleinstadt Huedin (Heynod); die Kreishauptstadt Cluj-Napoca (Klausenburg) befindet sich etwa 65 Kilometer östlich von Săcuieu entfernt.

## Geschichte
Der Ort Săcuieu wurde erstmals 1461 urkundlich erwähnt und war im Mittelalter ein rumänisches Hörigendorf, welches zur Bologa-Burg (⊙) in der heutigen Gemeinde Poieni gehörte.
Im Königreich Ungarn lag die heutige Gemeinde im Stuhlbezirks Bánffyhunyad (heute Huedin) in der Gespanschaft Klausenburg. Anschließend gehörte die Gemeinde dem historischen Kreis Cluj und ab 1950 dem heutigen Kreis Cluj an.

## Bevölkerung
Auf dem Gebiet der heutigen Gemeinde Săcuieu wurden seit 1850 fast ausschließlich Rumänen registriert. 1850 waren es 1348 Rumänen und ein Roma. Die höchste Bevölkerungszahl und gleichzeitig die der Rumänen (3640) wurde 1920 ermittelt und seitdem ist sie stetig gefallen. Die höchste Anzahl der Roma (294) wurde 2021, die der Magyaren (22) 1910 und die der Rumäniendeutschen (5) 1880 registriert. Bei der Volkszählung 2011 waren von den 1466 Menschen 1238 Rumänen, 191 Roma, zwei waren Magyaren und restliche machten keine Angaben zu ihrer Ethnie.
Die Hauptbeschäftigung der Bevölkerung sind die Holzwirtschaft und die Viehzucht.

## Sehenswürdigkeiten
- Im eingemeindeten Dorf Rogojel die Kirche Sfinții Arhangheli Mihail și Gavriil im 18. und ein Haus (Nr. 16) im 19. Jahrhundert errichtet, stehen unter Denkmalschutz.[7]
- Im eingemeindeten Dorf Vișagu (ungarisch Viság) eine Holzkirche 1800 errichtet ist fas vollständig zerstört, steht unter Denkmalschutz.[7]
- Das eingemeindete Dorf Rogojel ist auch Ausgangspunkt zu dem 1836 m hohen Vlădeasa-Gipfel.

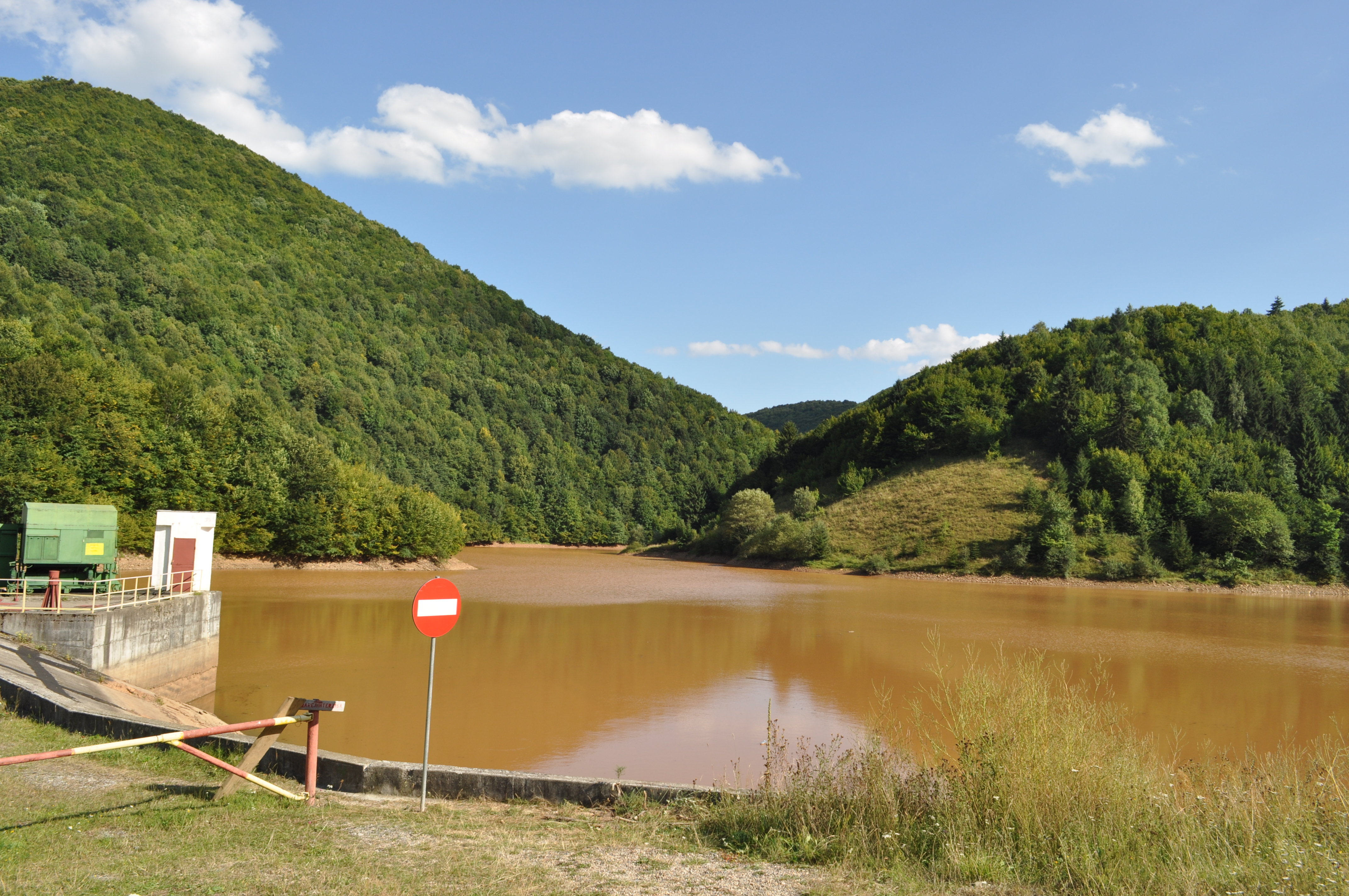
Stausee bei Săcuieu
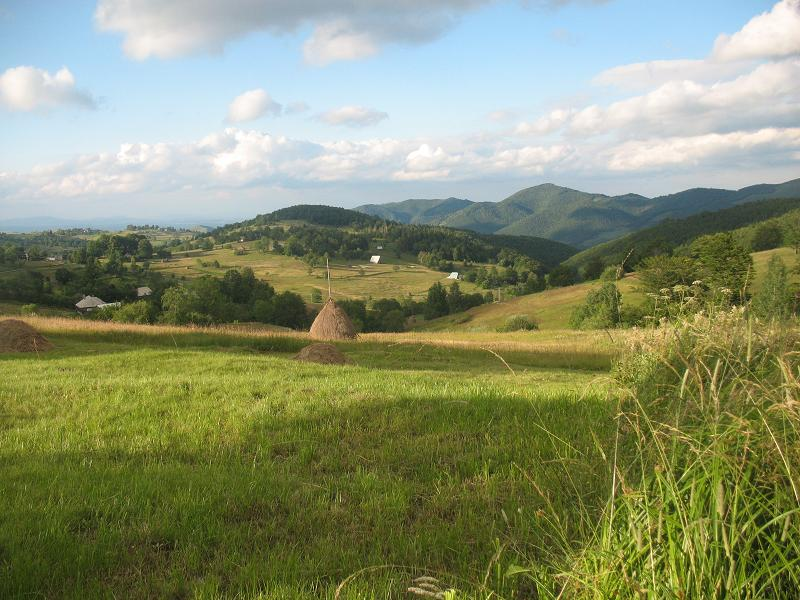
Blick auf Rogojel
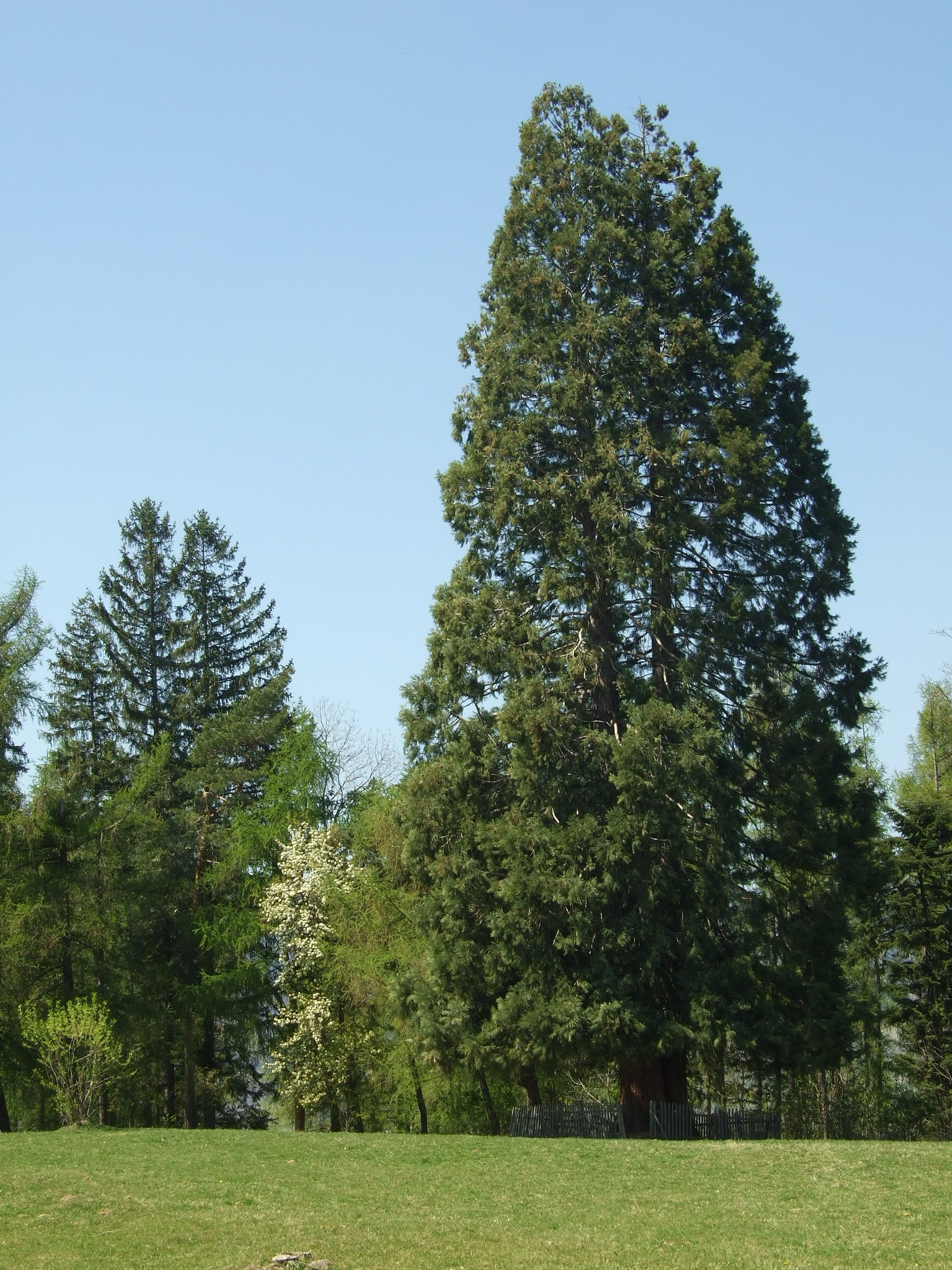
Sequoia in Săcuieu